# Lissodelphis
Lissodelphis är ett släkte av däggdjur. Lissodelphis ingår i familjen delfiner.
Arter enligt Catalogue of Life och Wilson & Reeder (2005):
- Nordlig rätvalsdelfin (Lissodelphis borealis)
- Sydlig rätvalsdelfin (Lissodelphis peronii)

Släktets medlemmar saknar ryggfena vad som skiljer de från de flesta andra delfiner och de kännetecknas av svartvita mönster. Hos nordlig rätvalsdelfin börjar undersidans vita fläcken vid svansroten och den går fram till strupen. Fläcken är vid könsdelarna lite bredare hos hannar och tydlig bredare hos honor. Arten har dessutom en liten vit fläck vid nosens undersida och små vita fläckar vid bröstfenornas undersida. Hos sydlig rätvalsdelfin når den vita fläcken kroppens sidor och stora områden på huvudet. Ungdjur får denna färgsättning när de är ett år gammal. Yngre exemplar är gråa eller bruna. Ibland iakttas individer som är helt svarta eller vita.
Arterna blir ungefär tre meter långa och 115 kilogram tunga. Typiska är smala bröstfenor. I varje käkhalva förekommer 37 till 54 tänder (Lissodelphis borealis) respektive 39 till 50 tänder (Lissodelphis peronii). Största antalet tänder finns i nedre käken.
Den norra arten lever i norra Stilla havet och den södra arten i alla sydliga hav kring Antarktis. De syns sällan nära kusterna.